# Gustav Nachtigal
Gustav Nachtigal (Eichstedt, 23 febbraio 1834 – Capo Palmas, 20 aprile 1885) è stato un esploratore tedesco che prese parte a diverse spedizioni in Africa centrale e occidentale. In Africa ricoprì importanti incarichi diplomatici per l'Impero tedesco, svolgendo un ruolo determinante nell'annessione delle colonie del Togoland e del Camerun.

## Biografia
Nachtigal nacque a Eichstedt, nella Marca del Brandeburgo, il 23 febbraio 1834. Figlio di un pastore luterano, studiò medicina alle università di Halle, Würzburg e Greifswald. Dopo la laurea prestò servizio come chirurgo nell'esercito. Per motivi di salute gli fu consigliato di trasferirsi in un paese con un clima più caldo, e visse ad Algeri e Tunisi, prendendo anche parte a diverse spedizioni nell'interno del Nordafrica.
Nel 1869, mentre si trovava a Tripoli, ebbe dal re di Prussia l'incarico di recarsi in missione diplomatica presso il sultano dell'Impero di Kanem-Bornu. Il viaggio durò due anni, durante i quali Nachtigal visitò il Tibesti e il Borku, due regioni del Sahara centrale ancora ignote agli Europei.
Dopo aver raggiunto il Bornu proseguì attraverso il Regno Wadai e il Kordofan. Dato per disperso, nell'inverno del 1874 riapparve a Khartum. Le memorie di questo viaggio furono poi raccolte da Nachtigal nel suo saggio Sahara und Sudan (1879-1889).
Quando la Tunisia diventò protettorato francese, Nachtigal vi fu mandato come rappresentante dell'Impero tedesco. Nel 1884 abbandonò la Tunisia per volere di Otto von Bismarck, che gli affidò il compito di consolidare l'influenza tedesca in Africa occidentale. Durante questa missione, Nachtigal stipulò accordi con i regnanti locali della regione dell'odierno Togo, riuscendo a far annettere all'impero il Togoland e il Camerun. Morì durante il viaggio di ritorno in Europa, al largo di Capo Palmas (oggi Liberia), il 20 aprile 1885, e fu sepolto a Grand-Bassam.

## Eredità
Nachtigal fu uno dei principali esploratori tedeschi in Africa, secondo solo a Heinrich Barth (1821-1865). Il racconto dei suoi viaggi contiene molte informazioni etnografiche e di medicina tropicale. La visione dell'Africa rappresentata nei suoi scritti viene ricordata come particolarmente lontana dalla retorica coloniale; in numerosi passaggi Nachtigal esprime la propria ammirazione e la propria solidarietà nei confronti delle popolazioni native. Al tempo stesso, egli fu un sostenitore del colonialismo, che riteneva potesse aiutare gli africani a liberarsi della piaga della tratta degli schiavi.